# (5416) Estremadoyro
(5416) Estremadoyro es un asteroide perteneciente al cinturón de asteroides, descubierto el 7 de noviembre de 1978 por Eleanor F. Helin y el también astrónomo Schelte John Bus desde el Observatorio del Monte Palomar, Estados Unidos.

## Designación y nombre
Designado provisionalmente como 1978 VE5. Fue nombrado Estremadoyro en honor al astrónomo peruano Víctor Estremadoyro Robles profesor de astronomía e ingeniero estructural, fundó la Asociación Peruana de Astronomía en 1946 y la Liga Iberoamericana de Astronomía en 1958. Esta última asociación tiene instituciones en 26 países diferentes.

## Características orbitales
Estremadoyro está situado a una distancia media del Sol de 2,781 ua, pudiendo alejarse hasta 3,438 ua y acercarse hasta 2,124 ua. Su excentricidad es 0,236 y la inclinación orbital 8,393 grados. Emplea 1694,63 días en completar una órbita alrededor del Sol.

## Características físicas
La magnitud absoluta de Estremadoyro es 12,9. Tiene 17,443 km de diámetro y su albedo se estima en 0,029. Está asignado al tipo espectral C según la clasificación SMASSII.